# 克羅尼克爾 (北卡羅萊納州)
克羅尼克爾（英語：Chronicle）是位於美國北卡羅萊納州卡托巴縣的非建制地區。

## 歷史
克羅尼克爾的郵局於1869年設立，其後於1904年停運。

## 地理
克羅尼克爾所處的海拔為高於海平面280米（即919英呎），而該地所採用的時區為UTC-5，即北美东部时区（EST）。同時該地設有夏令時間，為UTC-5調快一小時，即UTC-4（EDT）。